# クリスチャン・ミケルセン

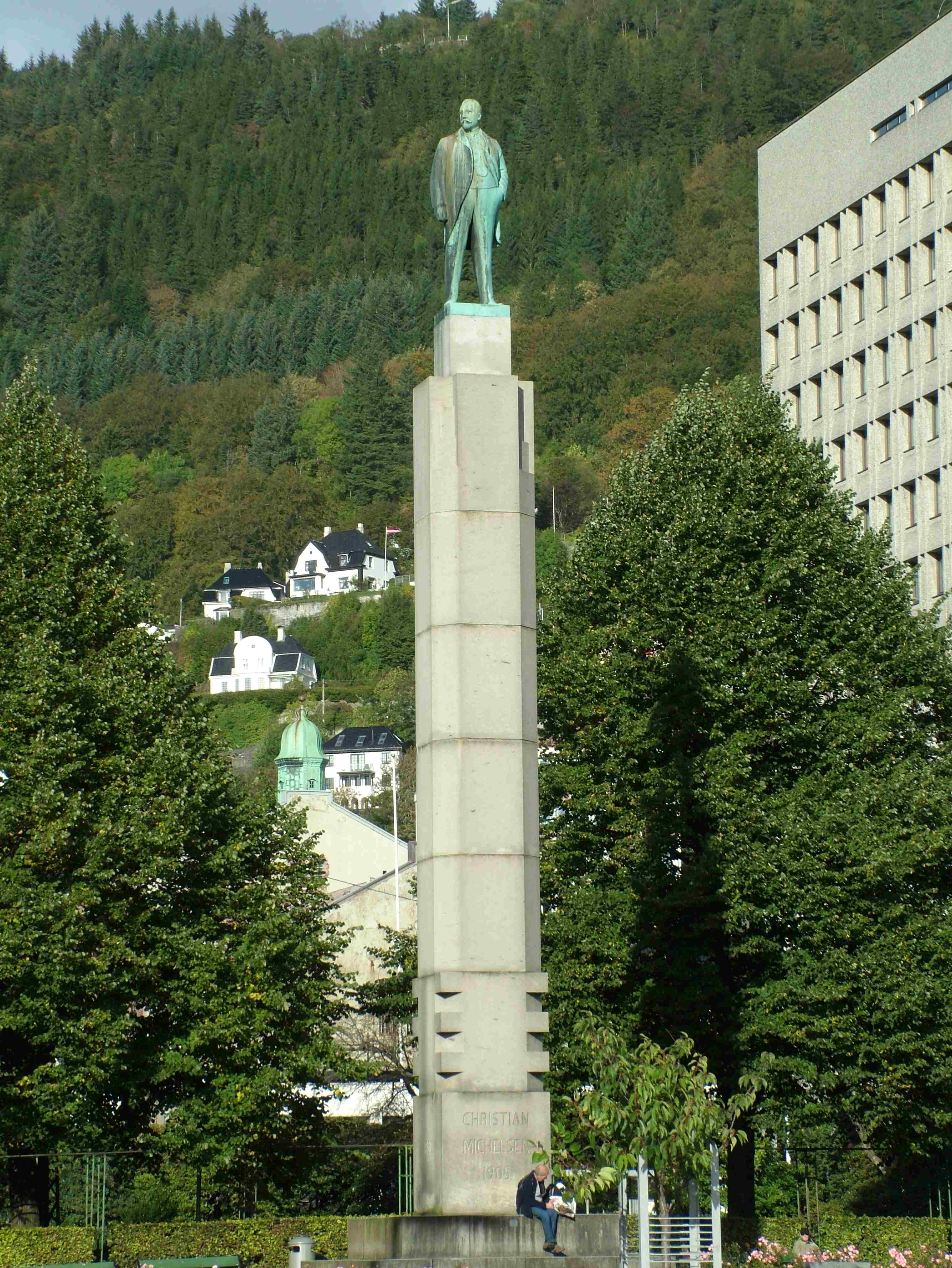
ベルゲンのミケルセンの像

ペーター・クリスチャン・ヘルスレブ・ケルショウ・ミケルセン（Peter Christian Hersleb Kjerschow Michelsen、1857年3月15日 - 1925年6月29日）は、ノルウェーの海運王・政治家である。1905年から1907年まで、独立国ノルウェーの初代首相を務めた。ミケルセンは、1905年のスウェーデン＝ノルウェーの連合解消において中心的な役割を果たし、当時のノルウェーで最も影響力のある政治家の一人だった。

## 背景
ベルゲンの商人の家の5人兄弟の長男として生まれた。祖父である司教ペデル・クリスチャン・ヘルスレブ・ケルショウから名前をつけられた。ベルゲン大聖堂学校を卒業後、フレデリク王立大学（現 オスロ大学）で法律を学び、弁護士になった。その後、海運会社を設立し、ノルウェーで最大規模の会社となった。

## 政治家としてのキャリア
ミケルセンは1891年にストーティング（ノルウェー議会）の議員になり、ノルウェー自由党の代表となった。彼は、自分は小政党間の争いにはほとんど影響されないと考えており、保守党から自由党までの政党連合を作ることを主な目的の一つとして、これを連合党と呼んだ。ミケルセンは、第2次フランシス・ハーゲルップ内閣の財務大臣を務め、スウェーデンとノルウェーの統合に向けてより強固な政策を推進した。1905年3月、ハーゲルップに代わって首相に就任し、すぐに連合解消に向けた運動(Unionsoppløsningen i 1905)のリーダーとなった。
連合解消の正式な根拠となったのは、国王オスカル2世がノルウェーの領事法(Konsulatsaken)の受け入れを拒否したことだった。スウェーデン政府は数年前から、外交問題を扱う法律は連合協定の一部でなければならないと主張しており、そのため、リクスダーゲン（スウェーデン議会）の同意なしにノルウェーのストーティングが領事法を可決することはできなかった。スウェーデン人は、領事業務を独立させたいというノルウェー人の要望を受け入れるつもりだったが、ノルウェーに対しては、90年間の連合運営の基礎となった前例、すなわち外務大臣をスウェーデン人にすることを受け入れるよう要求した。これは、スウェーデンが連合の中で優位に立っていることを認めるものだとノルウェー人は考えた。このような優位性は実際に存在していたが、ノルウェー人は形式的・法的には不平等な関係を受け入れたくなかった。
1905年5月27日、国王オスカル2世は法案への署名を拒否し、これを受けてノルウェー人の閣僚は一斉に辞任した。国王は連合の解散が間近に迫っていることを認識していたのか、それ以上の行動を取らず、スウェーデン人の政治家たちも、ノルウェー人の政治的後退だと考えて何もしなかった。6月7日、ノルウェーのストーティングは、首相ミケルセンの辞任後、国王がノルウェーで新政府を樹立できなかったため、国王は統治能力を失い、それゆえにノルウェーの国王ではなくなったと宣言した。この戦略的な動きは、連合解消にある程度の法的根拠を与えたものであり、主にクリスチャン・ミケルセンの仕業だった。ミケルセンは、連合解消で一致していた報道機関で何か月にもわたって情報収集を行ってきたノルウェー国民が、民主主義国家では極めて稀な方法で団結していることを知っていた。連合解消を問うノルウェー人による国民投票では、連合を維持すべきという票は全国でわずか184票で、2000人に1人の割合でしかなかった。

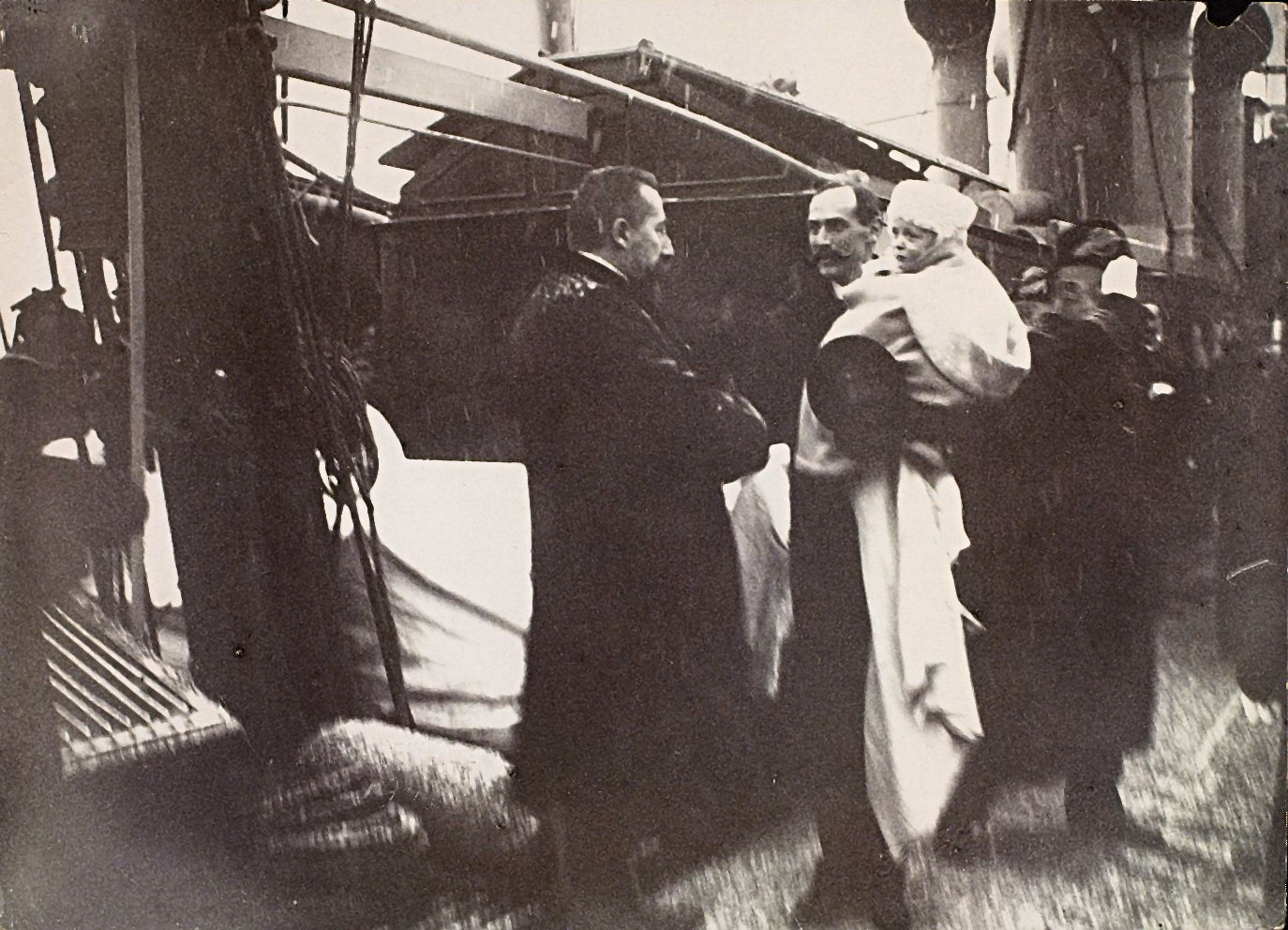
1905年、ノルウェーに初めて到着したホーコン国王とオーラヴ王子を出迎えるミケルセン

ミケルセンは、ノルウェーにおける民主的な共和制を信奉していたが、立憲君主制が国外からもノルウェー人の大多数からも受け入れられる可能性が最も高いことを認めていた。国民投票で君主制支持派が約79%の票を獲得し、デンマークのカール王子がノルウェー国王ホーコン7世として即位した。
1906年、ミケルセンは党派を超えた公認により選挙に勝利したが、その結果、主要な自由主義者たちはミケルセンから急速に離れていった。1907年、ミケルセンは政治家同士の些細な争いに嫌気がさし、自分の政治的見解が敗北したことを受け入れて辞職した。ヨルゲン・ラヴランドがミケルセンの後任となったが、連立政権を一致団結させる意志に欠け、1908年に連立政権は崩壊した。
社会政策では、ミケルセンが首相を務めた1906年に、任意保険を導入した「中央・地方政府による失業基金への拠出に関する法律」が成立した。
1925年、極地探検家のフリチョフ・ナンセンや実業家のヨアキム・レームクールとともに祖国同盟を設立した。

## 私生活
ミケルセンは1881年にJohanne Benedicte Wallendahl（1861年-1910年）と結婚した。
1905年に聖オーラヴ勲章大十字章を授与され、1907年には頸飾も授与された。

### ガムレハウゲン
1898年、ミケルセンはガムレハウゲンを購入して新たに邸宅を建設した。ミケルセンの死後、ガムレハウゲンは国によって買い上げられて王室の所有となり、一部が一般公開されている。

## Chr・ミケルセン研究所
ミケルセンの遺産のほとんどは、遺言によりChr・ミケルセン研究所(CMI)の設立と運営のための基金とされた。CMIは1930年にベルゲンに設立された。人権、民主主義と開発、平和、紛争と国家、貧困削減と公共部門改革という4つのテーマ別研究グループを中心とした学際的なプロフィールを持っている。